# Мінамото но Тосійорі
Мінамото но Тосійорі (1055 — 22 січня 1129) — середньовічний японський державний діяч, поет, письменник, літературознавець періоду Хейан. Відомий також як Мінамото но Сунрай.

## Життєпис
Походив зі знатного роду Мінамото (клану Ґендзі-Уда). Син Мінамото но Цуненобу, старшого державного радника, що був також поетом-вака. Народився 1155 року. З 1166 року починає працювати в Татібана нотасіцуна, помічника старшого секретаря Міністерства церемоній. Невдовзі захопився складанням віршів. 1078 року брав участь у своєму першому поетичному турнірі. Тоді ж розпочав службу при імператорському дворі.
У 1096 року призначається до адміністрації Дадзайфу, головою якого був батько Тосійорі. Після смерті останнього 1097 року повертається до Хейан-кьо. Мав підтримку імператора Хорікава. Послідовно обіймав посади старшого офіцера Правої внутрішньої палацової гвардії, головою Управління Лівої частини столиці.
1105 року досяг молодшого четвертого рангу та очолив Будівельне управління (мокуку0рьо) міністерства імператорського двору (до 1111 року). 1110 призначено заступником губернатора провінції Етідзен. З кінця 1110-х років зосередився на літературній діяльності. Помер 1129 року.

## Творчість
Мінамото но Тосійорі складав вака, з яких 86 увійшли до імператорських збірок «Хякунін іс-сю» (№ 74), «Хякунін сюка», «Кін'йо вака-сю», «Сін кокін вака-сю». Автор поетичного щоденника «Тосійорі-сю» («Збірка Тосійорі») з прозовими вставками, присвяченого батькові. Його творчість мала вплив на розвиток японської поезії наступного періоду. Був відомим новатором. Серед учнів відомий поет Фудзівара но Тосінарі. Часто запрошувався як суддя на поетичні турніри.
В 1005—1106 роках спільно з іншими поетами брав участь в укладанні збірки «Хорікава хяку-сю». У 1124 року за дорученням екс-імператора Сіракави році почав складати імператорську поетичну антологію «Кін'йо вака-сю» («Збірка золотого листя японських пісень»), яку було завершено 1127 року. Це одна з найкоротших імператорських антологій. При її складанні зіткнулися новаторські погляди Тосійорі і консервативні Сіракави. В результаті, хоча до антології було відібрано переважно поетів-новаторів, вони були представлені віршами в традиційному стилі. Тосійорі святкував перемогу над своїм поетичним суперником Фудзівара но Мототосі: до антології увійшли 37 віршів Мінамото но Тосійорі і всього 3 — Мототосі.
Також Мімамото но Тосійорі є автором фундаментальної праці «Тосійорі дзуйно» («Основи поетики, складені Тосійорі», 1113 рік), що є цінним джерело з історії японської літератури. Тут Тосійорі одним з перших дав визначення «ігровим» стихотворним формам — моно-но на (на кшталт вірша-шаради), оріку і куцукабурі (акровірш), кайбун (паліндром).

## Родина
З усіх його синів відомим є Сун'е, що став знаним поетом. Його учнем в свою чергу був також відомий поет Камо но Тьомей.